# 6 Eskadra Lotnicza (III RP)
6 Eskadra Lotnicza – eskadra Sił Powietrznych wchodzi w skład 31 Bazy Lotnictwa Taktycznego wraz z 3 eskadra lotniczą. Wyposażona jest w samoloty F-16 Fighting Falcon. 

## Tradycje
Eskadra dziedziczy tradycję jednostek:
- 6 pułk lotnictwa myśliwsko-bombowego (1982-1998)
- 6 eskadra lotnictwa taktycznego (1999-2005)
- 6 eskadra lotnicza (2008-)

W roku 2010 został ogłoszony plebiscyt na nowe godło 6 el przez dowódcę eskadry ppłk Krystiana Zięcia. Obecna godło zaprojektował i narysował mł. chor. Krystian Pietruszczak.